# Christophe Galfard
Christophe Galfard (Parigi, 1976) è un fisico e scrittore francese.
Specializzato in fisica teorica all'Università di Cambridge, ha collaborato con Stephen Hawking e la figlia Lucy nella redazione del romanzo La chiave segreta per l'universo (George's Secret Key to the Universe). È autore del libro L'universo a portata di mano, pubblicato in Italia nel 2016 da Bollati Boringhieri.

## Opere
- 2015 - L'Univers à portée de main,  L'universo a portata di mano. In viaggio attraverso la fisica dello spazio e del tempo, pubblicato in Italia nel 2016 da Bollati Boringhieri
- 2017 - E = mc2 : l'équation de tous les possibles, E =mc2  pubblicato in Italia nel 2017 da Bollati Boringhieri